# Theodor Goecke

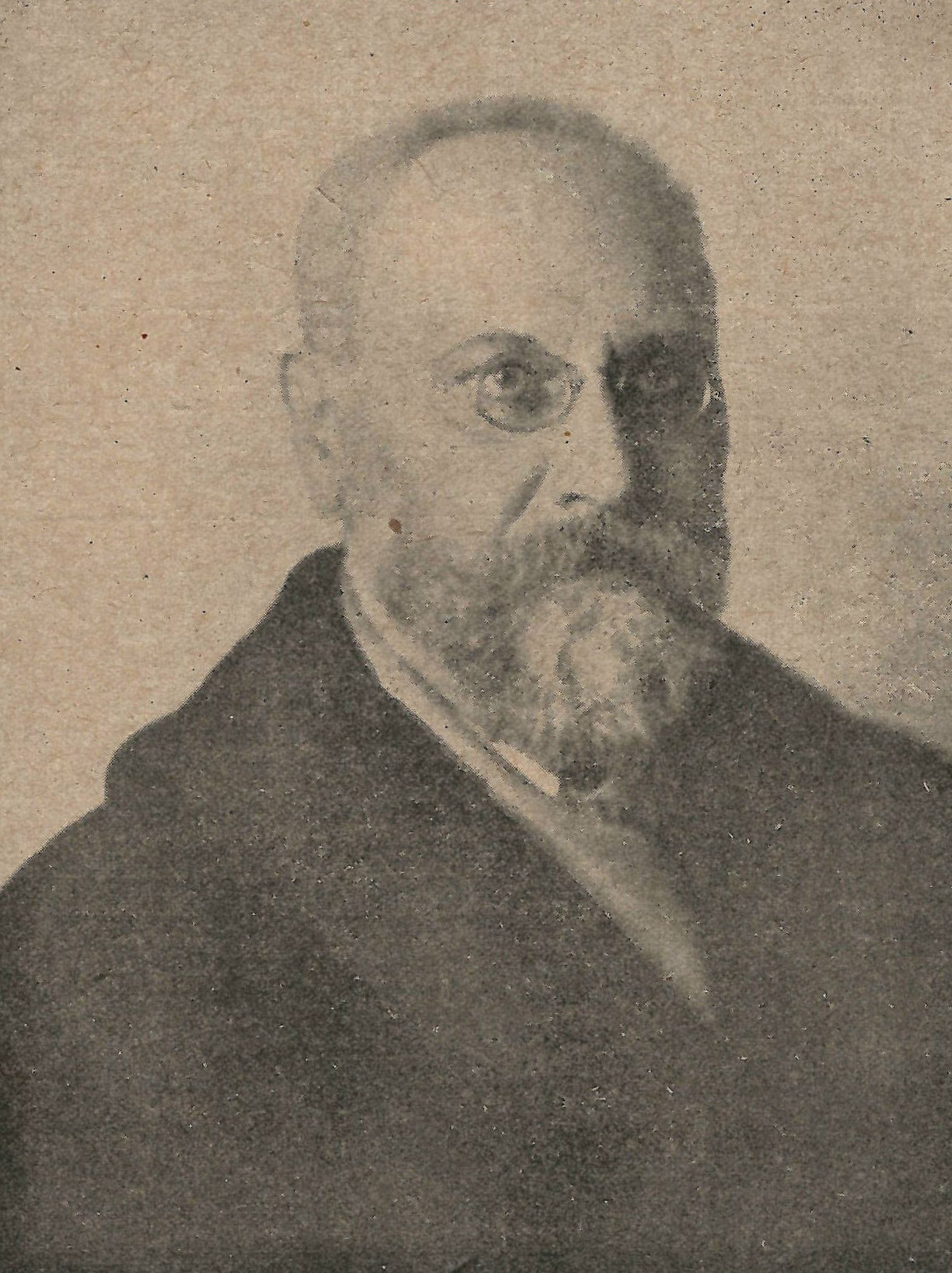
Theodor Goecke

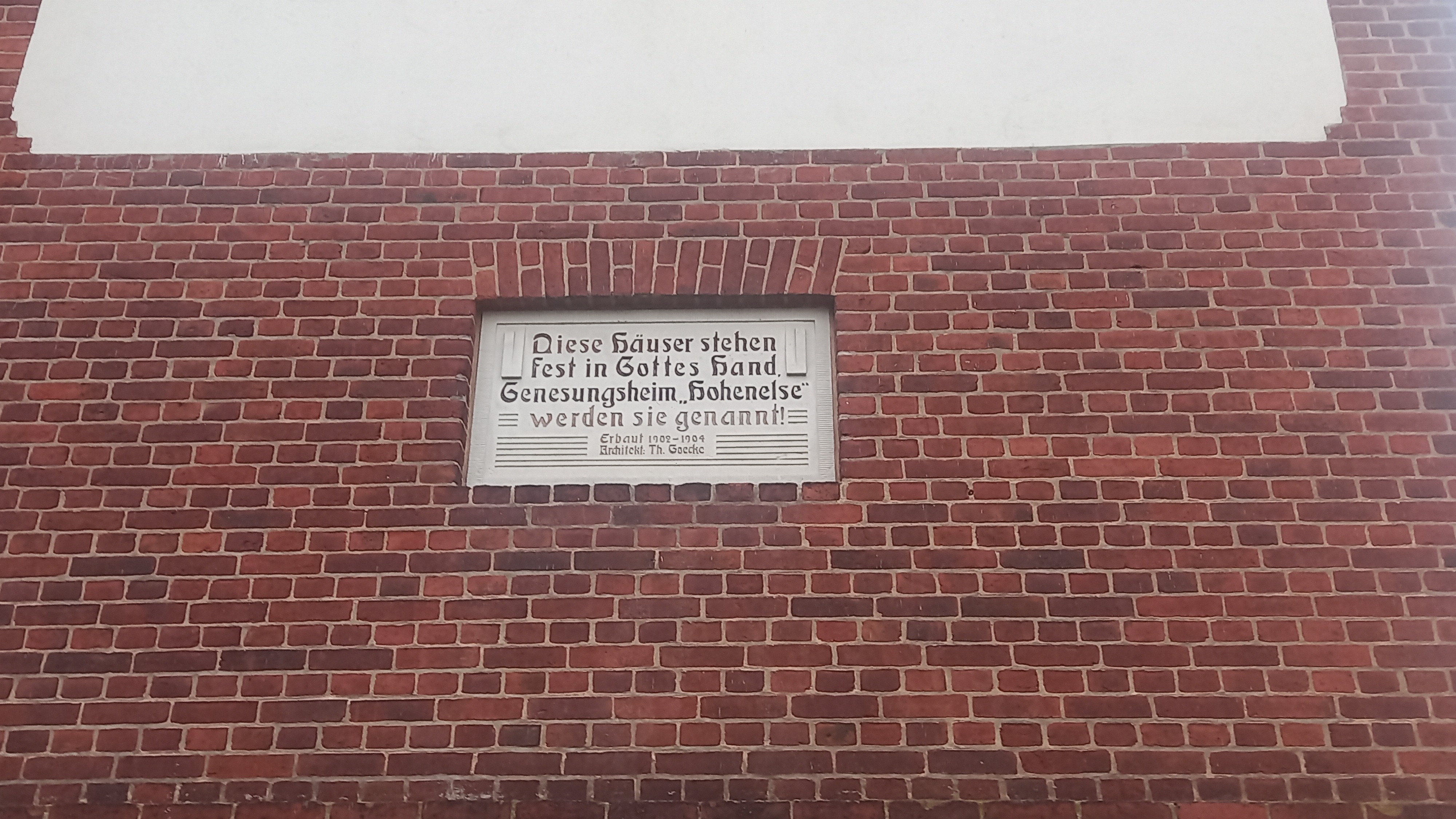
Gedenktafel für Theodor Goecke am Genesungsheim Hohenelse

Theodor Goecke (* 19. Mai 1850 in Emmerich; † 15. Juni 1919 in Berlin; vollständiger Name: Friedrich Eduard Theodor Goecke) war ein deutscher Architekt, Stadtplaner, preußischer Baubeamter und Denkmalpfleger.

## Leben
Theodor Goecke wuchs als Sohn des Steuerrats Emil Alexander Goecke in Düsseldorf auf, wo er das Realgymnasium besuchte. Nach Abschluss der Schule studierte Goecke vom November 1872 bis zum 16. September 1875 an der Berliner Bauakademie, später auch an der Technischen Hochschule Aachen Architektur. 1879 bestand er das erste Staatsexamen und wurde Regierungsbauführer (Referendar). 1885 wurde er nach dem bestandenen zweiten Staatsexamen zum Regierungsbaumeister (Assessor) ernannt. Von 1883 bis 1891 war Goecke Assistent an der Technischen Hochschule Aachen. 1896 wurde er zum Landesbauinspektor der Provinz Brandenburg ernannt. 1902 habilitierte er sich an der Technischen Hochschule Charlottenburg zum Privatdozenten für Städtebau. 1903 wurde er zum Landesbaurat der Provinz Brandenburg ernannt und erhielt eine außerordentliche Professur für Allgemeine Gebäudelehre und Städtebaulehre an der Technischen Hochschule Charlottenburg; den Lehrstuhl besetzte ab 1903 Felix Genzmer. Fünf Jahre später wurde Goecke Provinzialkonservator der Provinz Brandenburg sowie Schriftleiter des Verzeichnisses der Kunst- und geschichtlichen Denkmäler. 1912 erfolgte seine Ernennung zum Geheimen Baurat. Goecke machte sich vor allem einen Namen auf dem Gebiet der Stadtplanung.

## Werk

### Bauten
- 1890: Erweiterungsbau des Wilhelmstifts in Potsdam
- 1898–1900: TBC-Heilstätte Kolkwitz
- 1898: Landesanstalt Neuruppin
- 1901–1904 Genesungsheim Hohenelse (Rheinsberg)
- 1905–1908: Landesirrenanstalt-Hauptanstalt in Teupitz
- 1900: Erweiterungsbauten der Heil- und Pflegeanstalt Lübben
- 1910: Mehrfamilienwohnhaus-Ensemble in Rixdorf bei Berlin (heute: Berlin-Neukölln), Weserstraße 24–25
- 1911–1915: Landesirrenanstalt Görden, heute Asklepios Fachklinikum Brandenburg in Brandenburg an der Havel[1]
- 1914–1918: Hebammen-Lehranstalt in Neukölln bei Berlin (heute: Berlin-Neukölln)[2]
- 1914–1916: Pflegeanstalt Treuenbrietzen
- 1915: Anstaltskirche Potsdam (1985 abgerissen)

### Schriften
Autor
- Das Berliner Arbeiter-Mietshaus. Eine bautechnisch-soziale Studie. In: Deutsche Bauzeitung 24 (1890), S. 501–502, 508–510, 522–523.
- Sociale Aufgaben der Architektur. Die Architektur socialer Wohlfahrts-Anstalten, Darmstadt 1895.
- Grundsätze des Städtebaus. 1897.
- Denkmalschutz und gärtnerische Anlagen vom Standpunkt des Städtebaus, München 1911
- Beispiele fuer Grabmaeler (und Kriegerehrungen) der Provinz Brandenburg. Folge 2 1917, Folge 3 1918

Herausgeber
- Der Städtebau, mit Camillo Sitte, 1904–1919, Zeitschrift
- Die Kunstdenkmäler der Provinz Brandenburg, 1909–1917
  - Die Kunstdenkmäler des Kreises Lebus. 1909
  - Die Kunstdenkmäler des Kreises Westprignitz. 1909
  - Die vor- und frühgeschichtlichen Denkmäler des Kreises Westprignitz. 1912
  - Die Kunstdenkmäler der Stadt Frankfurt an der Oder. 1912
  - Die Kunstdenkmäler von Stadt und Dom Brandenburg. 1912
  - Die Kunstdenkmäler des Kreises Westhavelland. 1913
  - Die Kunstdenkmäler des Kreises Weststernberg. 1913
  - Die Kunstdenkmäler des Kreises Ruppin. 1914
  - Die Kunstdenkmäler des Kreises Luckau. 1917